# ديان برانكوفيتش
ديان برانكوفيتش هو لاعب كرة قدم صربي في مركز الدفاع، ولد في 29 أغسطس 1980 في نيش في صربيا. لعب مع نادي أو إف كيه بيوغراد ونادي باكو ونادي فاردار ونادي يوفاسكولا.